# Alexandre Donskoï
Pour les articles homonymes, voir Donskoï.
Alexandre Victorovitch Donskoï (en russe : Александр Викторович Донской ; né le 10 juin 1970 à Arkhangelsk) est l'ancien maire d'Arkhangelsk, en Russie, de mars 2005 à février 2008. Le 27 octobre 2006, il annonce publiquement, sur le site Internet officiel de la mairie, sa décision de se présenter aux élections présidentielles russes de 2008,. Par la suite, des inspections administratives sont conduites dans sa mairie, puis il fait l'objet de poursuites judiciaires, pour motifs économiques principalement, et est arrêté en juillet 2007. Il est relâché en 2008, avec une peine de prison de trois ans avec sursis.

## Biographie

### Élection à la mairie d'Arkhangelsk
Donskoï a étudié à l'école d'économie de Stockholm et à l'Institut d'entrepreneuriat du Nord (en russe : Северный Институт Предпринимательства). Avant d'être élu maire, il occupait le poste de directeur général d'une chaîne de magasins d'alimentation. Il est élu le 13 mars 2005 maire d'Arkhangelsk, en recueillant  44 657 voix (38,65%). Le taux de participation n'était que de 39,60 %. Il y avait en tout 10 candidats, dont le maire sortant Oleg Nilov. Donskoï, sans étiquette, a en particulier défait le candidat de Russie Unie Piotr Orlov.

### Affaire judiciaire
Donskoï entretenait depuis longtemps des relations difficiles avec le gouverneur de l'oblast, Kiselev. D'aucuns lient les poursuites judiciaires dont a fait l'objet Donskoï à ces relations. Il a été accusé, au début 2007, d'avoir falsifié un de ses diplômes, et d'abus de pouvoir, et arrêté. Après avoir été relâché, il a de nouveau été arrêté en juillet 2007. Condamné en 2008 à une amende de 70 000 roubles, il a dû démissionner de son poste de maire ; la mesure a été assortie d'une peine inéligibilité de deux ans.

### Élections à la chambre des députés en 2011
Alexandre Donskoï a dirigé la branche régionale (no 33 : oblasts d'Arkhangelsk et de Kaliningrad) du parti Iabloko aux élections de la Douma en 2011. Le 11 octobre 2011, il annonce sur sa page d'un réseau social que le président du parti Iabloko, Sergueï Mitrokhin, lui a demandé de renoncer officiellement à participer aux élections , à cause d'une prétendue menace du Kremlin de ne pas enregistrer les listes de candidats et empêcher le parti de participer aux élections. Mitrokhine a expliqué sa décision par le fait que Donskoï aurait caché à la direction moscovite du parti une condamnation en 1992. Il a été exclu de la liste du parti Iabloko le 24 octobre 2011.